# Vízesés-alatti-sziklaeresz
A Vízesés-alatti-sziklaeresz a Duna–Ipoly Nemzeti Parkban lévő Visegrádi-hegységben, Dömös területén található egyik üreg.

## Földrajzi helyzet
A sziklaeresz a Rám-szakadék nagy vízesése alatt, a vízfolyással szemben haladva a bal oldalon, egy markáns oldalvölgy torkolata előtt található, a jelenlegi patakszint felett egy méterrel.

## Leírás
A szélessége 5,4 méter, a magassága 2,7 méter és a hossza 2,1 méter. A bejárata nyugat-délnyugat felé néz. Kataszteri jelentőségű, kis méretű üreg.
Egy régebbi patakszinten a vízfolyás oldalazó eróziója alakította ki.

## Kutatástörténet
1997-ben Gönczöl Imréék térképezték fel és írták le. A 2001. november 12-én készült Magyarország nemkarsztos barlangjainak irodalomjegyzéke című kézirat barlangnévmutatójában szerepel a Vízesés-alatti-sziklaeresz. A barlangnévmutatóban meg van említve 1 irodalmi mű, amely foglalkozik az üreggel. A 366. tétel nem említi, a 365. tétel említi.
A 2014. évi Karsztfejlődésben megjelent tanulmányban az olvasható, hogy az eróziós barlangok két változata is előfordul a Visegrádi-hegységben. A Rám-szakadékban a Vízesés-alatti-sziklaereszt vízesés alatt örvénylő víz a benne lévő törmelékkel vájta ki. A hegység 101 barlangjának egyike a Dömösön található Vízesés-alatti-sziklaeresz, amely 2,2 m hosszú és 1,8 m magas.